# Henry Bartle Frere
Pour les articles homonymes, voir Bartle et Frère (homonymie).
 (décembre 2015).
Si vous disposez d'ouvrages ou d'articles de référence ou si vous connaissez des sites web de qualité traitant du thème abordé ici, merci de compléter l'article en donnant les références utiles à sa vérifiabilité et en les liant à la section « Notes et références ».
Henry Bartle Edward Frere (29 mars 1815 – 29 mai 1884), 1er baronnet, est un administrateur britannique, gouverneur de Bombay (1862-1867), membre du conseil de l'Inde, gouverneur de la Colonie du Cap et haut-commissaire à l'Afrique du Sud (1877-1880). Impérialiste convaincu, il est aussi président de la Geographical Society et docteur honoris causa des universités de Cambridge et d'Oxford. 

## Biographie

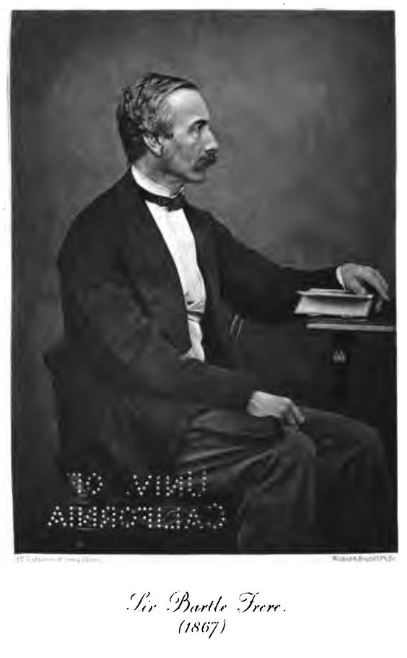
Sir Bartle Frere (1867)

En 1834, Bartle Frere commence sa carrière comme fonctionnaire britannique en poste à Bombay et c'est en Inde qu'il passe une grande partie de sa carrière au service de la Couronne Britannique. 
En 1842, il est le secrétaire privé de Sir George Arthur, gouverneur de Bombay. Deux ans plus tard, il est le représentant britannique à la cour du Rajah de Satara. À la mort de ce dernier en 1848, il est nommé administrateur de la province puis en 1850, commissaire à  Sind. Ses états de service sont appréciés notamment durant les mutineries indiennes dans le Punjab. Il devient en 1859  membre du conseil du vice-roi des Indes et en 1862, gouverneur de Bombay, où il fait construire plusieurs collèges. 
L'échec de sa gestion pour prévenir la chute de la banque de Bombay l'oblige à revenir en Angleterre en 1867. 
Il est néanmoins nommé au conseil de l'Inde. 
En 1872, il négocie avec succès un traité anti-esclavagiste avec le sultan de Zanzibar. 
En 1875, il accompagne le prince de Galles dans un voyage en Égypte et en Inde. Il est anobli avec le titre de baronnet Frere de Wimbledon (Surrey).
Nommé gouverneur de la Colonie du Cap en Afrique du Sud par le Duc de Carnavon, il arrive au Cap en avril 1877 pour y relancer un projet de fédération sur le modèle du Canada, mais il fait face à des troubles au Natal et aux frontières de la colonie du Cap. Convaincu que la paix ne peut régner sur la région tant que la souveraineté britannique n'aura pas été reconnue par tous les peuples d'Afrique du Sud, il considère les Zoulous comme la menace la plus importante pour la paix et la tranquillité de l'Afrique du Sud. 
Bravant les consignes de Londres, il envoie ainsi le 11 décembre 1878 un ultimatum au roi zoulou Cetshwayo qui le rejette comme attendu. Frere, après avoir longuement discuté avec Henry Ernest Gascoyne Bulwer, lieutenant governor du Natal, ordonne alors au général Frederic Augustus Thesiger (Lord Chelmsford) d'envahir le Zoulouland. Le 22 janvier 1879, les troupes anglaises sont massacrées par l'armée zouloue lors de la bataille d'Isandhlwana. Sur les mille soldats attaqués, une cinquantaine seulement survivent. Sur les 20 000 zoulous engagés, 2 000 sont tués. 
Le désastre sans précédent d'Isandhlwana oblige l'armée britannique à venger l'humiliation. La mort du Prince impérial, fils de Napoléon III, en juin 1879 dans le Zoulouland symbolise pourtant encore l'échec de Frere et de l'armée britannique. Si Frere parvient un temps à rester en fonction, il perd une partie de ses prérogatives, transférées au général Garnet Wolseley, désormais gouverneur du Natal et du Transvaal et haut-commissaire aux affaires indigènes. Frere est finalement rappelé en Grande-Bretagne en août 1880.  
Frere meurt à Wimbledon le 29 mai 1884. 
Une montagne de 1 622 m d'altitude (Mount Bartle Frere)  porte son nom au Queensland en Australie, et un lézard de la famille des scincidae qui y vit (au-dessus de 1 400 m) a été appelé Bartle Frere Skink par les herpétologues qui l'ont découvert en 1981. Mount Frere est par ailleurs une localité d'Afrique du Sud.